# Хмельков, Сергей Александрович
Серге́й Алекса́ндрович Хмелько́в (15 июля 1879 — 9 февраля 1945) — российский, советский военный инженер-фортификатор, доктор технических наук, профессор, генерал-лейтенант инженерных войск, Заслуженный деятель науки и техники РСФСР, основоположник теории построения фортификационных оборонительных сооружений в виде узлов сопротивления долговременных укреплённых позиций (укреплённый район).

## Биография
Сергей Александрович Хмельков родился в 1879 году, в г. Саратове в семье техника-таксатора, выпускник Саратовского Александро-Мариинского реального училища в 1898 году. Военное образование получил в 1901 г., окончив Московское пехотное юнкерское училище.
Участник русско-японской войны. На 1907 г. — поручик 21 сапёрного батальона. За отлично-усердную службу и труды, понесённые во время военных действий пожалован орденом св. Станислава 3 ст. (16.03.1907 г.). На 1 января 1909 г. — штабс-капитан 2 Восточно-Сибирского сапёрного батальона.
В 1911 году Хмельков С. А. окончил Николаевскую Инженерную академию. В Первую мировую войну принимал участие в обороне крепости Осовец, был дважды контужен, во время химической атаки на крепость получил отравление газами.
С 1919 по 1945 годы служил в Военно-инженерной академии РККА (с 1935 года Военно-инженерная академия им. В. В. Куйбышева). Занимал должности преподавателя, помощника Инспектора инженеров полевого штаба РВС, принимал непосредственное участие в проектировании фортификационных сооружений, инспектировал ход строительства. Успешно защитил диссертацию по теме обороны крепости Осовец, и получил учёное звание профессор.
В 1920 году Хмельков С. А. впервые выдвинул идею организации фортификационных укреплений в виде укреплённых районов. Он доказал нецелесообразность организации обороны с опорой на крепости в современных условиях и взамен крепостей предложил фортификационные оборонительные сооружения в виде узлов сопротивления долговременных укреплённых позиций, получившие наименование укреплённых районов. С 1920 по 1926 год работал над развитием теории укреплённого района, результаты исследований изложил в работе «Узлы сопротивления современных долговременных укреплённых позиций».
С 1936 года С. А. Хмельков занимал должность начальника кафедры сухопутной фортификации и укреплённых районов Военно-инженерной академии, получает звание дивизионный инженер. 27.1.1943 года получает звание генерал-майор инженерных войск, 2.11.1944 генерал-лейтенант инженерных войск.
С. А. Хмельков является автором ряда работ по истории и теории фортификации. В том числе, его авторству принадлежит книга Борьба за Осовец, где он описывает устройство и состояние крепости Осовец к началу Мировой войны 1914—1918 гг. В книге описана борьба защитников этой крепости против германских войск в 1915 г., в том числе «атака мертвецов» — название контратаки 13-й роты 226-го Землянского полка 24 июля (6 августа) 1915 года при отражении немецкой газовой атаки.
Скончался С. А. Хмельков 9 февраля 1945. Похоронен на Новодевичьем кладбище Москвы на участке 4.

## Награды
- 1907 г. — орден Св. Станислава III-й степени
- 1915 г. — орден Св. Станислава II-й степени[4]
- 1916 г. — орден Св. Анны II-й степени[5]
- 1916 г. — орден Святого Владимира IV-й степени[6]
- 1928 г. — наградной револьвер
- 1936 г. — орден Красного Звезды, 16.08.1936 г.
- 1938 г. — медаль «20 лет РККА»
- 1944 г. — орден Ленина, 20.06.1944
- 1944 г. — орден Красного Знамени, 03.11.1944
- 1945 г. — орден Ленина, 21.02.1945
- 1944 г. — Заслуженный деятель науки и техники РСФСР, 02.11.1944[7]